# Hymn Niemiec
Das Deutschlandlied (pol. Pieśń Niemiec), nazywany także jako Das Lied der Deutschen (pol. Pieśń Niemców) – pieśń będąca hymnem państwowym Republiki Weimarskiej (1918–1933), III Rzeszy (1933–1945) i Republiki Federalnej Niemiec (od r. 1952 do dziś).

## Historia
Autorem tekstu był niemiecki poeta, językoznawca i historyk literatury August Heinrich Hoffmann von Fallersleben. Pieśń powstała w 1841 na wyspie Helgoland. Składała się z trzech zwrotek, z których pierwsza zaczynała się od słów Deutschland, Deutschland über alles. Zapożyczono melodię z ówczesnego hymnu austriackiego Kaiserlied, którą skomponował Joseph Haydn. Pieśń ta pisana była w czasie rozbicia Niemiec i pierwsza zwrotka wzywała do porzucenia partykularyzmów w dążeniu do jedności. W 1922 za hymn oficjalnie uznał ją pierwszy prezydent Republiki Weimarskiej, Friedrich Ebert – wcześniej, w czasach Cesarstwa Niemieckiego, była popularna, uznawano ją jednak za zbyt demokratyczną i egalitarną. Narodowosocjalistyczna propaganda wykorzystywała wymowę słów pierwszej zwrotki i dlatego po II wojnie światowej zrezygnowano z jej publicznego wykonywania (obecnie żaden z punktów geograficznych wymienionych w pierwszej zwrotce nie znajduje się na terenie Niemiec).
W wyniku przejęcia przez państwo polskie Biblioteki Pruskiej w 1945 jeden z kilku autografów hymnu niemieckiego Hoffmanna von Fallerslebena znalazł się w Bibliotece Jagiellońskiej w Krakowie.
Próba wprowadzenia nowego hymnu w 1950 zakończyła się fiaskiem, przez jakiś czas wykonywano jako hymn m.in. Odę do radości Beethovena. Później został na długie lata hymnem, mimo niecałkowicie jasnego statusu prawnego. Jeszcze w roku 1952 kanclerz Konrad Adenauer zaproponował w liście do prezydenta Theodora Heussa, aby hymnem Niemiec był dawny hymn autorstwa Fallerslebena i Haydna, lecz by przy oficjalnych okazjach śpiewano jedynie trzecią strofę (druga strofa miała zbyt prozaiczny wydźwięk), rozpoczynającą się słowami Einigkeit und Recht und Freiheit (Jedność, prawo i wolność). Odpowiedź Heussa nie zawierała sprzeciwu. Listy zostały opublikowane w Dzienniku Urzędowym (Amtsblatt), co nadawało decyzji pozory oficjalności. Hymn pozostał w oficjalnym użyciu po zjednoczeniu Niemiec, kiedy to wobec licznych wątpliwości i propozycji jego zmiany (m.in. zaproponowano Kinderhymne Brechta) Federalny Trybunał Konstytucyjny orzekł w wyroku z 7 marca 1990 (publikacja w zbiorze wyroków nr 81, strona 298 i kolejne), że hymn stanowi jedynie trzecia strofa Lied der Deutschen. Potwierdzili to w opublikowanej w rok później wymianie listów prezydent Richard von Weizsäcker i kanclerz Helmut Kohl.
Wbrew obiegowym opiniom, wykonywanie pierwszej strofy pieśni nie jest obecnie w Niemczech zabronione. Pierwsza i druga strofa nie stanowią części hymnu, omawia się je jednak w niektórych szkołach jako część utworu literackiego.

## Pełny tekst pieśni używany od 1991
W 1991, po listownym uzgodnieniu między prezydentem Republiki Federalnej Niemiec a jej kanclerzem, trzecia zwrotka pieśni stała się hymnem państwowym Niemiec.
Das Deutschlandlied (Das Lied der Deutschen)
Deutschland, Deutschland über alles,

über alles in der Welt,

Wenn es stets zu Schutz und Trutze

brüderlich zusammenhält

Von der Maas bis an die Memel,

von der Etsch bis an den Belt.

Deutschland, Deutschland über alles,

über alles in der Welt!

Deutsche Frauen, deutsche Treue,

deutscher Wein und deutscher Sang

Sollen in der Welt behalten

ihren alten schönen Klang,

Uns zu edler Tat begeistern

unser ganzes Leben lang.

Deutsche Frauen, deutsche Treue,

deutscher Wein und deutscher Sang!

Einigkeit und Recht und Freiheit

Für das deutsche Vaterland!

Danach lasst uns alle streben,

Brüderlich mit Herz und Hand!

Einigkeit und Recht und Freiheit

Sind des Glückes Unterpfand:

Blüh im Glanze dieses Glückes,

Blühe, deutsches Vaterland!
Pieśń Niemiec (Pieśń Niemców)
Niemcy, Niemcy ponad wszystko,

Ponad wszystko na świecie,

Jeśli zawsze dla obrony

Po bratersku są złączone

Od Mozy aż po Niemen

Od Adygi aż po Bełt

Niemcy, Niemcy ponad wszystko,

Ponad wszystko na świecie!

Niemieckie kobiety, niemiecka wierność

Niemieckie wino i niemiecka pieśń

Niech na świecie utrzymują

Swe dawne piękne brzmienie,

Niech nas natchną do szlachetnych czynów

Przez całe nasze życie.

Niemieckie kobiety, niemiecka wierność

Niemieckie wino i niemiecka pieśń!

Jedność i prawo, i wolność

Dla niemieckiej ojczyzny,

Do tego wszyscy dążmy

Po bratersku, sercem i czynem.

Jedność i prawo i wolność

Są gwarancją szczęścia.

Kwitnij w blasku tego szczęścia

Kwitnij, niemiecka ojczyzno!